# Hernando Bolados
Hernando Bolados (* unbekannt; † 14. Oktober 1923 in Quillota) war ein chilenischer Fußballspieler. Der Stürmer absolvierte fünf Länderspiele für Chile. 

## Karriere

### Verein
Auf Vereinsebene spielte Bolados mindestens 1917 für den in Chañaral ansässigen Klub Unión Marítimo. 1919 bis 1921 lief Bolados für die Santiago Wanderers in der Liga Valparaíso auf.

### Nationalmannschaft
Hernando Bolados debütierte beim Campeonato Sudamericano 1917 in Uruguay und absolvierte zwei der drei Turnierpartien für La Roja. Chile wurde ohne Punkt und ohne Torerfolg Vierter. Beim Campeonato Sudamericano 1920 absolvierte Bolados erneut zwei der Turnierspiele. Beim 1:1-Unentschieden gegen Argentinien erzielte er in der 30. Minute den Ausgleichstreffer. Die 1:2-Niederlage gegen Uruguay im Turnier war sein letztes Länderspiel. Bolados spielte insgesamt fünfmal im Nationaltrikot.